# Insane (videojuego)
Insane (estilizado como 1NSANE) es un videojuego de carreras de todoterrenos de Invictus Games y distribuido por Codemasters. Mientras estaba en desarrollo, se había titulado provisionalmente Off The Road.
Una secuela, Insane 2, fue lanzada el 24 de enero de 2012.

## Jugabilidad
Los niveles se establecen en lugares del mundo real, dispersos en América del Norte, Europa, África, Asia y Australia. El diseño actual, sin embargo, es ficticio. La campaña para un solo jugador comprende una serie de campeonatos en diferentes clases de vehículos, donde el jugador desbloquea nuevos vehículos y ubicaciones, en función de su puntuación. Los vehículos van desde vehículos utilitarios hasta vehículos ligeros y son ficticios o están inspirados en vehículos de producción reales. Aunque los nombres no se corresponden con ningún vehículo real, el hecho es evidente tanto visualmente en el juego como en los nombres de los archivos del juego.
Los jugadores pueden conducir autos de sus opciones en cualquiera de los nueve eventos, que incluyen Capturar la bandera, Jamboree, Gate Hunt, Destruction Zone, Pathfinder, Off-Road Racing, Return the Flag y Free Roam, que, exclusivamente, solo está disponible en el modo de práctica.

## Recepción
Insane recibió críticas generalmente mixtas a positivas en GameRankings y Metacritic. El juego fue elogiado por sus gráficos y su jugabilidad realista.

### Premios
| Premio                                                | Resultado |
| ----------------------------------------------------- | --------- |
| "Best Off-Road Game Ever' - PC Gamer"                 | Ganador   |
| "Best Debut of the Year' in 2001 - Game.Exe Magazine" | Ganador   |
| "Game of the Year' in 2001 - PC Guru Magazine."       | Ganador   |